# Новгородский судебный процесс
Новгоро́дский суде́бный проце́сс — последний из трёх (наряду с Ленинградским и Великолукским) послевоенных советских открытых судов в отношении иностранных военнослужащих, обвиняемых в совершении военных преступлений в период Второй мировой войны, прошедший на Северо-Западе РСФСР в 1947 году. Судили 19 немецких военнопленных во главе с генералами Куртом Герцогом и Руппрехтом. Подсудимым вменяли в вину военные преступления, совершенные в период оккупации в СССР: разрушение советских городов, массовые убийства мирного населения и советских военнопленных.
Восемнадцать из девятнадцати подсудимых совершили военные преступления на Северо-Западе РСФСР. Один подсудимый — Руппрехт — дополнительно обвинялся в убийствах на территории Витебской области Белорусской ССР. Трое из девятнадцати подсудимых дополнительно обвинялись, помимо прочего, в преступлениях, совершенных на территории Латвии. Один подсудимый — Вильродт — совершил преступления только на территории Белоруссии.
У всех подсудимых были советские адвокаты, все подсудимые имели возможность защищаться. Все подсудимые кроме Курта Герцога признали вину. Были допрошены несколько десятков свидетелей. В итоге все 19 военнопленных были признаны виновными и каждый получил по 25 лет каторжных работ. После смерти Сталина к 1956 году выжившие осуждённые были репатриированы на родину, то есть фактически отпущены на свободу.

## Название процесса
В материалах дела оно названо так: «Уголовное дело № Н-19094 по обвинению К. Герцога, Ф. Мюнх, И. Руппрехта и др.». В приговоре используется иное название: «дело о злодеяниях немецко-фашистских захватчиков на территории Новгородской, Псковской и Ленинградской областей». В научной исторической литературе дело называется — Новгородский процесс.

## Предыстория

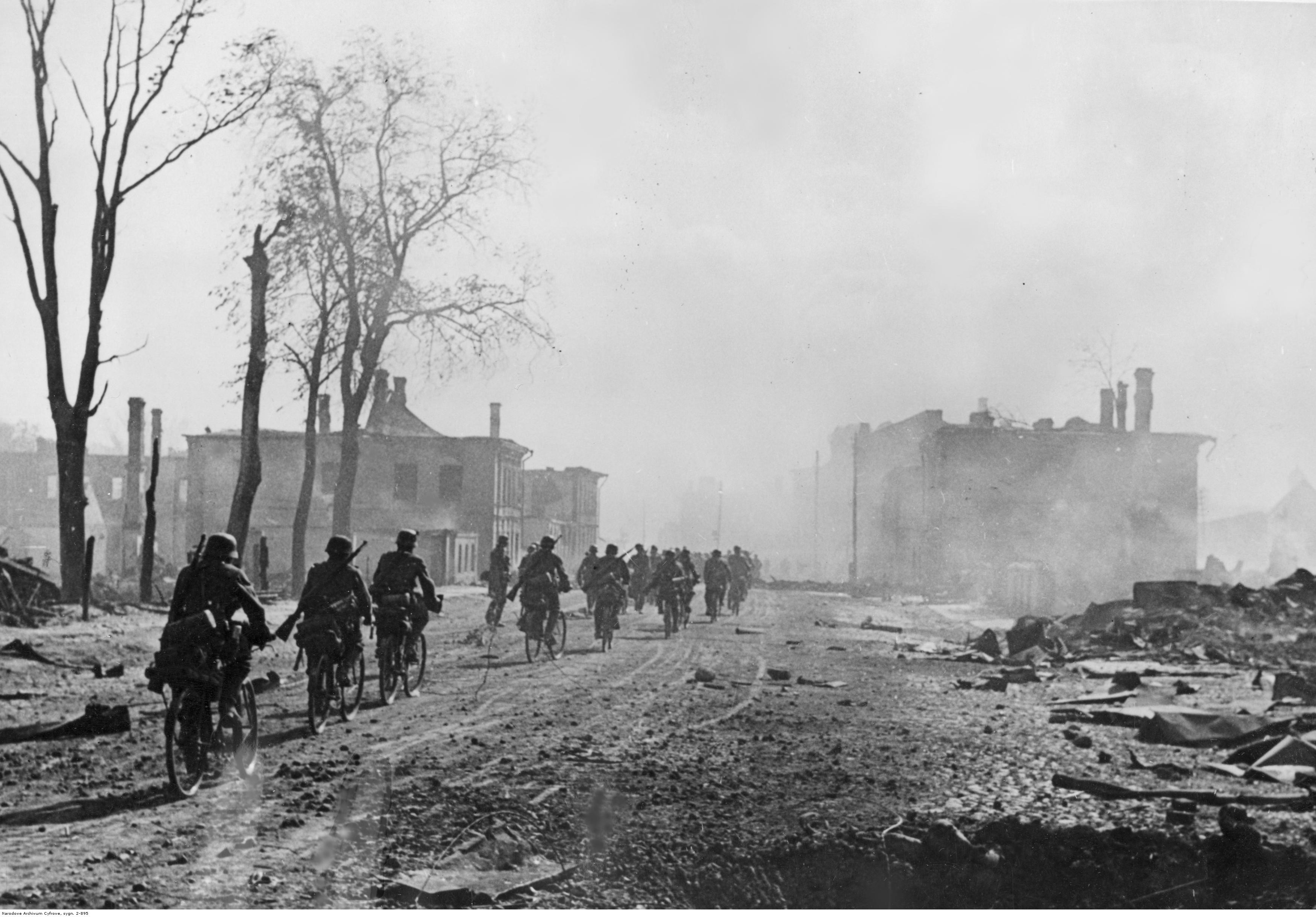
Немецкие войска вступают в Новгород, август 1941 года

Входившая до 1944 года в состав Ленинградской области Новгородская область была частично оккупирована в августе 1941 года. Оккупация продолжалась около двух с половиной лет (до 1944 года) — максимальный период для РСФСР.
За время оккупации на территории Ленинградской области произошло следующее:
- Массовое истребление мирных жителей. По данным Чрезвычайной государственной комиссии, было убито 52 355 мирных граждан;
- Оккупантами было насильственно угнано 404 230 человек;
- В лагерях для военнопленных, по данным Чрезвычайной государственной комиссии умерли от голода и были убиты 668 470 красноармейцев;
- Почти полностью были разрушены 20 городов и 3135 иных населённых пунктов

Сильно пострадал от оккупации Новгород:
- На момент начала оккупации в Новгороде из 48 тысяч жителей осталось несколько тысяч. Около 45 тысяч были эвакуированы. Не успели вывезти 800 больных из Колмовской психиатрической больницы, которые погибли в оккупацию;
- Новгород был разрушен: церкви разбирали на кирпич и дрова, стреляли по фрескам и иконам, золотые купола Софийского собора переделали в сувениры (портсигары, тарелки, тазы), а также разрезали для отправки в Германию памятник «Тысячелетие России».

В ноябре 1943 года всё население Новгорода (летом 1942 года часть жителей вернулась в город) было выселено за линию «Пантера» — в Прибалтику.
Военные преступления на территории довоенной Ленинградской области были рассмотрены в 1945—1946 годах на двух судебных процессах: Ленинградском и Великолукском.

## Подготовка процесса
Следствие о деяниях оккупантов в Новгороде началось сразу же после освобождения города. 29 января 1944 года (через девять дней после освобождения Новгорода) в Новгороде и в районе начала работу комиссия под руководством председателя Ленинградской областной чрезвычайной государственной комиссии Т. Ф. Штыкова. Собранные материалы использовались для суда над советскими коллаборационистами. Так, в августе 1945 года был арестован и позднее был осуждён на 10 лет лишения свободы последний бургомистр Новгорода Николай Павлович Иванов, при котором всё население Новгорода в ноябре 1943 года было выселено в Прибалтику (он был единственным бургомистром Новгорода, кто понёс уголовную ответственность).
Тем не менее, согласно приговору Новгородского процесса, первый из будущих подсудимых Новгородского процесса — Вернер Финдайзен — был арестован только 24 января 1946 года.
Следующие аресты будущих подсудимых Новгородского процесса последовали только в 1947 году: Моль (арестован 14 февраля 1947 года), Франкенштейн (арестован 21 марта 1947 года), Кайрат (арестован 11 апреля 1947 года), Преслер (арестован 17 апреля 1947 года), Хаббе (арестован 12 мая 1947 года).
Таким образом, к 18 мая 1947 года были арестованы 6 будущих подсудимых Новгородского процесса.
18 мая 1947 года Сергей Круглов сообщил Вячеславу Молотову о решении судить в Новгороде троих немецких военнопленных:

…двух генералов и одного лейтенанта. Эти преступники частично признали свою вину. Они разоблачены материалами Чрезвычайной Государственной Комиссии, помимо этого генерал Руппрехт разоблачён по показаниям 4 военнопленных свидетелей. В этом деле необходимо проведение расследования на месте преступления…
Круглов говорил о необходимости предания суду еще неарестованного Руппрехта. Тем не менее, в мае 1947 года Руппрехт не был арестован.
Остальных будущих подсудимых Новгородского процесса арестовали только в октябре — ноябре 1947 года.
Директива заместителя министра внутренних дел В. С. Рясного и заместителя министра государственной безопасности С. И. Огольцова от 4 октября 1947 года предписывала областным управлениям МВД и МГБ для организации Новгородского процесса использовать все возможности:

…по комплектованию следственной группы квалифицированными следователями, переводчиками, машинистками и стенографистками и выделению необходимого количества камер в тюрьмах и арестантских помещений для содержания обвиняемых…
Директива от 4 октября 1947 года предписывала следующее:
- Закончить следствие по делу к 28 ноября 1947 года;
- Начать судебный процесс 10 декабря 1947 года;
- Для ускорения вести одновременный допрос всех свидетелей и обвиняемых, выделив на каждого обвиняемого по следователю;
- Командировать в районы спецгруппы оперативных работников для выявления и допроса свидетелей и потерпевших из числа советских граждан;
- «…проверить всех местных адвокатов, которые будут выделены для защиты обвиняемых на процессе, не допуская на процесс нежелательных лиц»;
- Через партийно-советское руководство Новгородской области обеспечить освещение судебного процесса в местной прессе, выявлять реакцию местного населения на процесс и информировать об этом МВД и МГБ СССР.

Была создана специальная оперативно-следственная группа УМВД-УМГБ в составе:
- Руководитель — полковник Майоров;
- Младший лейтенант Маничев;
- Младший лейтенант милиции Налесный;
- Лейтенанты Кириллов, Скорняков и Суриков;
- Старшие лейтенанты Глушенко, Семенов и Суздальцев;
- Капитаны Воронов, Исаенко, Королев, Лавров, Ларионов, Модзалевский, Николаев и Лупышев;
- Майор Кротков;
- Прикомандированные к группе сотрудники следственного отдела УМГБ по Новгородской области: лейтенант Б. М. Топорнин и майор И. И. Абрамов.

Со стороны Министерства внутренних дел следствие курировал начальник отдела контрразведки генерал-майор А. Н. Асмолов.
Майоров докладывал 15 октября 1947 года о трудностях следствия:

…полный разворот следствия тормозит отсутствие переводчиков и следователей. Из УМВД Калининской области вместо трёх следователей и трёх переводчиков прибыл только один переводчик. Из УМВД Московской области вместо трёх следователей и двух переводчиков прибыли один переводчик и один следователь, второй прибывший оперативный работник… следственной работы не знает…
Члены оперативно-следственной группы выезжали для сбора доказательств в следующие регионы:
- Новгородская область;
- Псковская область;
- Великолукская область;
- Калининская область;
- Латвийская ССР.

Также допрашивали военнопленных в лагерях в Боровичах, Казани, Сегеже и Великих Луках.
Следователи запрашивали Москву по обвиняемым. Например, следователи просили Москву исключить из списков обвиняемых бывшего зондерфюрера, переводчика комендатуры города Остров Александра Карла Лантревица. По мнению следователей, доказательств в отношении Лантревица было недостаточно. Однако согласие получено не было.
На 15 октября 1947 года было 13 обвиняемых. В дальнейшем среди свидетелей (немецких военнопленных) были выявлены военные преступники. В итоге число обвиняемых достигло 19 человек.
В октябре 1947 года всех обвиняемых поместили в тюрьму № 1 Новгородского управления МВД.
Аресты проходили (согласно приговору) также после 15 октября 1947 года. 17 октября 1947 года были арестованы пять военнопленных: Хаунсбергер, Фишер, Винтер, Геринг и Бройер. Последним был арестован (согласно приговору) Мюнх (15 ноября 1947 года).
Будущие подсудимые Новгородского процесса содержались отдельно друг от друга. С каждым обвиняемым работали отдельный следователь и переводчик. Протоколы допросов и очных ставок составлялись на русском и немецком языках. Представители прокуратуры вели передопросы.
15-16 ноября 1947 года члены Чрезвычайной Новгородской специальной комиссии по установлению и расследованию злодеяний немецко-фашистских захватчиков в Новгородской области и городе Новгороде произвели вскрытие захоронений юго-западнее деревень Жестяная Горка и Боровина, на окраине деревни Черная (Батецкий район). В девяти ямах (каждая была длиной пять-шесть метров, шириной три-четыре метра и глубиной три метра) находилось до 3700 убитых. В затылочных частях черепов были смертельные огнестрельные пулевые ранения, кости имели следы повреждений тупыми, рубящими и колющими предметами. Были вскрыты массовые захоронения около лагеря военнопленных на станции Люболяды. Были составлены акты, подписанные судмедэкспертом Владимирским, которые вместе с фотографиями эксгумации были приобщены к делу.

## Состав суда
Состав суда был следующий:
- Председатель — И. Ф. Исаенков;
- Члены суда — М. П. Барышевский (полковник юстиции) и А. А. Маратов (полковник юстиции);
- Запасной член суда — И. И. Самсонов (полковник юстиции);
- Секретарь — А. Н. Проскуряков (майор юстиции).

## Государственный обвинитель
Государственным обвинителем был военный прокурор В. З. Стрекаловский.

## Подсудимые Новгородского процесса
На Новгородском процессе обвиняемыми были 19 военнопленных:
- Герцог Курт, 1889 года рождения, генерал артиллерии, бывший командир 38-го армейского корпуса;
- Мюнх Фридрих, 1908 года рождения, капитан, бывший начальник группы полевой жандармерии 38-го армейского корпуса;
- Руппрехт Йозеф, 1897 года рождения, генерал-майор, бывший комендант полевой комендатуры № 607;
- Хаунспергер Ганс, 1895 года рождения, майор, бывший начальник отдела 1‑й полевой комендатуры № 607;
- Доблер Петер, 1904 года рождения, лейтенант, бывший командир группы полевой жандармерии комендатуры № 607;
- Фишер Генрих, 1910 года рождения, майор жандармерии, бывший командир 561 жандармского батальона;
- Винтер Карл, 1892 года рождения, майор, бывший комендант безопасности города Дно;
- Вильродт Пауль, 1892 года рождения, майор, бывший командир охранного батальона № 989;
- Геринг Йозеф, 1896 года рождения, подполковник, бывший командир охранного батальона;
- Франкенштайн Альберт, 1901 года рождения, лейтенант, бывший начальник полевой жандармерии ортскомендатуры № 1/321;
- Хаббе Фриц, 1908 года рождения, штабс-фельдфебель, бывший заместитель начальника полевой жандармерии ортскомендатуры № 1/321;
- Кайрат Иоганн, 1901 года рождения, штабс-фельдфебель, бывший начальник отряда полевой жандармерии ортскомендатуры № 1/321;
- Преслер Ганс, 1912 года рождения, фельдфебель германской армии, бывший жандарм ортскомендатуры № 1/321;
- Зассе Карл, 1896 года рождения, полковник, бывший комендант полевой комендатуры № 822;
- Мейер Бенно, 1917 года рождения, лейтенант, бывший начальник отделения 1‑й полевой комендатуры № 822;
- Лантревиц Александр, 1893 года рождения, зондерфюрер, бывший переводчик комендатуры города Остров;
- Моль Вилли, 1910 года рождения, обер-фельдфебель, бывший командир 402‑го жандармского взвода;
- Бройер Макс, 1894 года рождения, майор германской армии, бывший комендант ортскомендатуры города Идрица;
- Финдайзен Вернер, 1890 года рождения, полковник, бывший начальник карательного отряда при комендатуре тыла 16-й армии.

Согласно приговору, 18 из 19 подсудимых были немцами. Ганс Преслер был австрийцем. Из немцев двое (Александр Лантревиц и Бенно Мейер) были уроженцами Латвии, входившей на момент их появления на свет в состав России.

## Предъявленные обвинения
Согласно приговору, подсудимым были предъявлены следующие обвинения:
- Курт Герцог. До ноября 1941 года командовал 291-й дивизией, а затем 38-м корпусом. В этом качестве Герцог участвовал в «блокаде, бомбардировках и артиллерийском обстреле, в результате которых погибло много мирных жителей». Части дивизии Герцога в Новом Петродворце «приняли участие в варварском разрушении дворцов, музеев и разграблении исторических ценностей». В 1942—1943 годах Герцог был организатором «зверских расправ над советскими гражданами в Новгородской области»: по указанию Герцога систематически истребляли население (в деревне Жестяная Горка были расстреляны не менее 2 тысяч мирных советских граждан, а в деревне Черная было расстреляно и замучено 1,1 тысяча мирных советских граждан и военнопленных). По приказу Герцога в 1943 году из Новгорода, Новгородского и Батецкого районов были угнаны в Германию более 100 тысяч советских граждан. Герцог «организовал разрушение и разграбление города Новгорода и его исторических памятников»: по приказам Герцога его подчинённые в 1942—1943 годах разрушили все каменные здания и жилые дома в городе «не считаясь с их исторической ценностью», а кирпич использовали на строительстве оборонительных сооружений и дорог. Осенью 1943 года по приказу Герцога был разобран для отправки в Германию памятник «Тысячелетие России». В 1943 году по приказу Герцога с куполов Софийского собора и Георгиевского собора Юрьевского монастыря было снято золотое покрытие и пущено на сувениры (портсигары, пепельницы и другие). В 1944 году по приказу Герцога был разрушен город Остров и сожжены 180 деревень и сел;
- Фридрих Мюнх в июле 1943 года в деревне Чёрная (Батецкий район) расстрелял 20 мирных советских граждан (в том числе 6 женщин), а в мае 1944 года в деревне Матюхино (Островский район) расстрелял 6 человек. В октябре 1943 года Мюнх из деревень Чёрная и Волынка (Батецкий район) угнал в Германию 240 советских граждан;
- Йозеф Руппрехт (вместе с его подчиненными — Хаунспергером, Винтером, Фишером, Герингом, Вильродтом и Доблером) в 1943—1944 годах на территории нескольких оккупированных районов (Порховского, Дновского, Солецкого, Освейского и других) установил «зверский режим»: под предлогом борьбы с партизанами истреблял мирных советских граждан, уничтожал населенные пункты, население угонял «на рабский труд в Германию» (при этом отбирался скот, а имущество подвергалось разграблению). В декабре 1943 года и в январе 1944 года Руппрехт организовал 3 карательные экспедиции, в ходе которых «расстреляно, замучено и сожжено заживо свыше 1,400 мирных советских граждан… 3.000 советских граждан были угнаны на рабский труд в Германию, а неспособные передвигаться расстреливались». По приказам Руппрехта в Дриссе (апрель 1944 года) были расстреляны 7 мирных советских граждан, в Дагде (июль 1944 года) были расстреляны 3 человека. В августе 1944 года по приказу Руппрехта был расстрелян в Дриссе гражданин, принесший для сдачи винтовку. При отступлении в феврале 1944 года по плану, составленному Руппрехтом, были уничтожены 3 города: Дно, Порхов (взорваны 1100 каменных зданий) и Сольцы;
- Ганс Хаунспергер. 13 декабря 1943 года по указаниям Хаунспергера, его подчиненные в Дновском районе сожгли 10 населенных пунктов, расстреляли 37 советских граждан, арестовали и угнали в Германию около 600 человек, отобрали 30 голов крупного рогатого скота. В начале января 1944 года в Дновском районе по плану Хаунспергера (разработан совместно с Руппрехтом) были уничтожены более 25 населенных пунктов, «расстреляно более 200 и заживо сожжено 46 мирных советских граждан», около 2 тысяч граждан угнано в Германию, а «их имущество разграблено». Из Цабельно и Ренда, по распоряжению Хаунспергера угнали в Германию около 400 мирных советских граждан. В феврале 1944 года перед отступлением немецких войск Хаунспергер участвовал (совместно с Руппрехтом) в разработке плана уничтожения всех каменных зданий в Дне, Порхове и Сольцах;
- Петер Доблер в декабре 1943 года со своей жандармской группой сжёг деревни Порховского района (Опочно, Киевка, Вентин, Загорье, Железно и Старая Александровка), их мирное население (1100 человек) угнал в Германию, отобрал скот и имущество, причём в ходе этой экспедиции имели место убийства советских граждан. Выполняя приказы Руппрехта, Доблер и его подчиненные расстреляли в ноябре — декабре 1943 года на окраине Порхова двух советских граждан (из них одного Доблер застрелил лично). Также в Дагде Доблер расстрелял трех советских граждан, 20 августа 1944 года Доблер в Якобштадте расстрелял советского гражданина, в январе 1945 года Доблер в Цабельно расстрелял 4 человек (в том числе двух застрелил лично);
- Генрих Фишер. В декабре 1943 года в Дновском районе по приказу Фишера его подчиненные сожгли 5 деревень, 12 их жителей расстреляли, а 600 человек угнали в Германию. В январе 1944 года по приказу Фишера его подчиненные сожгли 18 населенных пунктов Порховского района, угнали в Германию более 500 человек. При этом в деревнях Замосовье и Большая Каменка по приказу Фишера заживо сожгли 42-х советских граждан, в других деревнях расстреляли 14 человек. Во время этой эвакуации «больных и стариков, не могущих самостоятельно передвигаться, расстреливали». Тогда же по приказу Фишера батарея стреляла по Большой Каменке, убив 4-х человек и ранив двоих;
- Карл Винтер, комендант безопасности Дно с июля 1942 года по 22 февраля 1944 года, создавал вокруг города «мертвую зону». По приказам Винтера было расстреляно 180 человек, сожжено 5 человек, «удушено газами в землянках» 6 человек, уничтожено 30 населенных пунктов, угнано в Германию 2 тысячи человек (при этом «их имущество разграблено»). При насильственной эвакуации одной из деревень в лагерь в Дно «в дороге замерзло большое количество детей, лишенных теплой одежды, разграбленной немецкими разбойниками»;
- Пауль Вильродт с марта по июнь 1944 года участвовал в карательных экспедициях в Дриссенском и Освейском районах Полоцкой области. За этот период батальон Вильродта арестовал около 200 мирных советских граждан, из которых более 100 были расстреляны и сожжены;
- Йозеф Геринг командовал батальоном, который расстрелял и сжег 59 советских граждан, уничтожил 2 населенных пункта (Малые Пустыньки и Оксанище в Порховском районе в феврале 1944 года) и угнал в Германию 90 человек. Преступления Геринг совершал в Порховском районе и в районе Себежа в 1944 году;
- Альберт Франкенштайн. По его указаниям его подчиненные расстреляли более 400 человек (в том числе 50 при личном участии Франкенштейна), сожгли в Бежаницком и Ашевском районах 120 населенных пунктов и угнали в Германию 3500 человек, а «скот и имущество их разграблены»;
- Фриц Хаббе. При его участии были расстреляны не менее 30 человек (из них лично Хаббе расстрелял 11 человек): летом 1942 года в Бежаницах расстреляны 5 человек, в ноябре 1942 года там же расстреляны еще 5 человек из деревни Турово, в октябре 1942 года в Ашевском районе Хаббе расстрелял 4 человек, в марте 1943 года по приказу Франкенштейна Хаббе расстрелял гражданку Лимус. В декабре 1943 года Хаббе сжёг в Бежаницком районе деревни Малый и Большой Липовец и Шерстнево, а «население этих деревень было угнано в лагерь». Также Хаббе избивал советских граждан на допросах;
- Иоганн Кайрат. При его личном участии было расстреляно не менее 200 человек, повешено 3 человека, арестовано 300 человек. Так, в январе 1944 года Кайрат участвовал в расправе с жителями деревни Стега, когда «грудных детей вырывали из рук матерей и на их глазах расстреливали». В ходе этой расправы «у Ивановой Анны Кайрат выхватил из рук годовалого ребенка, передал его девочке 12 лет и когда последняя с этим ребенком отошла на несколько шагов, Кайрат из автомата убил их обеих, а мать Иванову Анну направил в лагерь». Тогда же «застрелив 80-летнего Ликсунова Ивана, Кайрат заставил его дочь Татьяну снести труп отца к горящему дому и бросить его в огонь и после того, как она под угрозой расстрела принесла труп отца к горящему дому, Кайрат пристрелил ее и бросил труп в огонь». В январе 1944 года в Бежаницком и Ашевском районах по приказу Кайрата были сожжены 45 населенных пунктов и 1500 человек угнаны в Германию;
- Ганс Преслер — участвовал в расстрелах советских граждан и в их угоне в Германию. В январе 1944 года Преслер совместно с Кайратом участвовал в расправе в деревне Стега. На станции Лозовицы Преслер расстрелял гражданку Яковлеву и ее сына 2,5 лет. Весной 1943 года при участии Преслера в Бежаницком, Новоржевском и Кудеверском районах при участии Преслера было расстреляно 100 человек и угнано в лагеря 30 человек. Осенью 1943 года Преслер участвовал в сожжении 22 населенных пунктов в Бежаницком и Ашевском районах и в районе озера Дубец (в том числе 7 деревень Преслер сжег лично). Из сожжённых деревень он угнал в Германию 750 человек;
- Карл Зассе — в период с октябре 1942 года по май 1944 года на территории Островского, Славковского, Палкинского и Сошихинского районов им и его подчиненными были расстреляны более 500 человек, повешены 17 человек, заживо сожжены 140 человек, умерли от «пыток и истязаний» 71 человек, было «сожжено и взорвано» 1122 населенных пункта, угнано в Германию 20 тысяч человек, «отобрано от населения» 10 тысяч голов крупного рогатого скота и 3 тысячи лошадей. Среди повешенных по приказу Зассе в декабре 1942 года в Острове была герой Советского Союза Клавдия Назарова. Среди расстрелянных были 90-летний и 100-летний мужчины;
- Макс Бройер — в период с октября 1943 года по июль 1944 года угнал в Германию 20 тысяч советских граждан. В лагерях, подчиненных Бройеру, «от голода, холода, эпидемических болезней и истязаний умерли сотни людей». В арестном помещении комендатуры Идрицы советских граждан избивали и расстреливали. В августе и в октябре 1943 года по приказу Бройера расстреляли 4-х советских граждан. В тот же период по приказу Бройера сожгли 6 деревень (Добрыши, Савино, Кицково, Роево, Гвозди и Розиньки), в которых расстреляли 15 мирных советских граждан;
- Вернер Финдайзен. В период с августа 1942 года по апрель 1943 года в Дедовичском районе Псковской области и в Белебёлковском районе Новгородской области по приказу Финдайзена его подчиненные расстреляли более 200 мирных советских граждан, сожгли 53 населенных пункта, угнали в Германию более 2 тысяч человек;
- Вилли Моль в декабре 1941 года со взводом жандармов «под предлогом борьбы с партизанами» участвовал в расстреле 150 мирных советских граждан и в уничтожении 12 населенных пунктов в районе Молвотиц (Новгородская область). В январе 1942 года Моль в деревне Цемена (Демянский район) участвовал в повешении 5 советских граждан. В феврале 1942 года Моль в деревне Ямник Демянского района участвовал в расстреле 4-х советских граждан (в том числе учительницы Громовой). В мае 1942 года в Демянске Моль участвовал в аресте 20 советских граждан, из которых позднее 5 человек были расстреляны (из них 2-х человек Моль расстрелял лично). В декабре 1943 года Моль и его подчиненные угнали в Германию 300 мирных советских граждан. В апреле 1945 года в Ляйде (Латвия) Моль расстрелял советского гражданина;
- Бенно Мейер в период с января 1942 года по март 1943 года лично допросил более 200 советских граждан, «применяя при допросах пытки и истязания, а также методы провокации». На основании собранных таким образом материалов, 10 человек были расстреляны без суда, «остальные заключены в тюрьму и лагеря, где многие из них от нечеловеческих условий содержания умерли». В январе 1943 года Мейер по распоряжению Зассе в Острове участвовал в расстреле двух советских женщин;
- Александр Лантревиц в октябре 1942 года участвовал в повешении в совхозе Городище Островского района 16-летнего Николая Ершова. В декабре 1942 года Лантревиц участвовал в повешении Клавдии Назаровой и еще 4-х комсомольцев. В 1943 году Лантревиц участвовал в угоне из Новоржева в Германию 1800 мирных советских граждан.

Таким образом, преступления, вменённые всем обвиняемым (кроме Вильродта), были совершены на территории Северо-Запада России. Некоторые обвиняемые совершили преступления также на иных территориях СССР:
- В Латвии (Хаунспергер, Доблер и Моль);
- В Витебской области Белоруссии (Руппрехт).

Обвиняемый Вильродт совершил все свои преступления на территории Полоцкой области Белоруссии (позднее вошедшей в Витебскую область).

## Правовая квалификация деяний подсудимых
Всех обвиняемых судили по указу Президиума Верховного совета СССР от 19 апреля 1943 года.

## Доказательства обвинения
В качестве доказательств вины подсудимых использовались следующие:
- Показания свидетелей (из числа советских граждан и военнопленных);
- Признательные показания подсудимых (кроме Курта Герцога, который вину не признал).
- Акты эксгумации с фотографиями[16].

Материалы дела составили 54 тома.
После репатриации некоторые осуждённые жаловались на оговор со стороны своего начальника — генерала-майора Йозефа Руппрехта. Майор Пауль Вильродт заявил, что его приговор был основан только на ложном утверждении Руппрехта. На Руппрехта жаловался после репатриации майор Карл Винтер, который говорил:

…проведение Новгородского процесса в том объёме, в каком он состоялся, оказалось возможным только потому, что генерал-майор Руппрехт, наш полевой комендант, не выдержал нагрузки предварительного следствия и признал всё то, что требовали от него русские…

## Свидетели обвинения и эксперты
В ходе суда были допрошены 36 свидетелей:
- 31 житель Новгородской, Псковской и Ленинградской областей;
- 5 немецких военнопленных.

Среди свидетелей был допрошен выступавший ранее на Нюрнбергском процессе священник Николай Ломакин, который в качестве члена Чрезвычайной государственной комиссии осматривал храмы Новгорода в феврале — марте 1944 года.

## Линия защиты и адвокаты подсудимых
По отношению к обвинению 19 подсудимых делились на три группы:
- Полное признание вины — 6 обвиняемых (Карл Зассе, Карл Винтер, Петер Доблер, Фридрих Мюнх, Вилли Моль и Фриц Хаббе);
- Частичное признание вины — 12 обвиняемых (Йозеф Руппрехт, Вернер Финдайзен, Ганс Хаунспергер, Йозеф Геринг, Генрих Фишер, Макс Бройер, Альберт Франкенштайн, Иоганн Кайрат, Ганс Преслер, Пауль Вильродт, Александр Лантревиц и Бенно Мейер). Они признали вину в участии в карательных операциях, но каждый раз заявляли, что исполняли приказ командования;
- Непризнание вины — 1 обвиняемый (Курт Герцог). Он не признал себя виновным ни по одному пункту.

Подсудимых защищали советские адвокаты по назначению:
- В. Н. Гаврилов;
- Н. П. Успенский;
- Ю. И. Карахан;
- Н. Я. Шарков;
- П. Н. Волков;
- Я. П. Кан;
- Н. А. Михеев.

## Жалобы подсудимых на пытки в ходе следствия
В ходе следствия были зафиксированы жалобы двух обвиняемых на жестокое обращение.
Вернер Финдайзен заявил на допросе, что невиновен и отказывается от ранее данных показаний. Свой отказ
Финдайзен мотивировал тем, что к нему в МВД Татарской АССР якобы
применялись недозволенные методы следствия. При этом за Финдайзеном велось оперативное наблюдение. Финдайзен осведомителю в камере говорил следующее: 

…Если меня будут судить, то на суде откажусь от своих показаний, а когда вновь будут допрашивать, я подпишу любые показания…
После отказа следователи перепроверили показания Финдайзена: на место совершения инкриминируемых ему военных преступлений специально выехал следователь.
Обвиняемый Фриц Хаббе заявил, что его били на допросах в лагерном отделении № 22 Риги. В Ригу направили запрос с просьбой взять у указанного следователя объяснение по существу заявления Хаббе, которое срочно выслать в Новгород.
После репатриации в Германию трое осужденных на Новгородском процессе жаловались на жестокие методы следствия. Немецкий исследователь Манфред Цайдлер приводил высказывания троих репатриированных осуждённых (в том числе Финдайзена) о жестокости:
- «пытки инструментами» (Вернер Финдайзен);
- «допрос перед горячей печью, запугивания, карцер, голод, побои» (Иоганн Кайрат);
- «во время всего допроса в лагере обращались наихудшим образом» (Вилли Моль).

Кандидат исторических наук Дмитрий Асташкин усомнился в достоверность этих жалоб. В частности, Асташкин отметил, что жалобы слишком короткие и по ним невозможно понять, на кого жаловались осуждённые и где происходили описанные ими события. Так, слово «лагерь» («Lager»), упомянутое Моль, не относится к тюрьме № 1 Новгородского управления МВД.

## Зал Новгородского процесса
Суд проходил в зале отремонтированного городского театра (Митрополичьи покои Новгородского кремля). Зал суда вмещал около 250 зрителей.

### Доступ публики в зал суда
В фойе театра, где проходил процесс, была размещена фотовыставка с портретами (анфас) 16 подсудимых.
В зал суда допустили делегации Ленинградской, Псковской и Великолукской областей, журналистов, а также жителей послевоенного Новгорода. На процессе негласно присутствовали агенты Управления Министерства государственной безопасности СССР — для выявления недочётов в организации процесса и отслеживания реакции населения.
По указанию Л. И. Куприяновой в Ленинграде на фабрике «Кинохроника» был смонтирован документальный киноочерк «Зверства и разрушения немецко-фашистских захватчиков на временно оккупированной ими территории Новгородской и Псковской областей».
Делегатам и свидетелям был организован специальный просмотр этого фильма, а также киноочерков «Разрушение гг. Петродворца (Петергофа), Павловска, Гатчины» и фильма «Ленинград в блокаде». Эти же фильмы показывали также в кинотеатрах для населения.

## Хронология судебных заседаний
Процесс длился с 7 по 18 декабря 1947 года. В день проводилось обычно по 2 заседания — утром и вечером. 12 и 15 декабря 1947 года заседаний не было.
Хронология заседаний была следующей:
- 7 декабря в 14:00 часа дня суд начался: чтение обвинительного заключения и допрос подсудимого Руппрехта;
- 8 декабря (только утреннее заседание) — допрос подсудимых Руппрехта, Хаунспергера, Доблера, Фишера, Винтера, Вильродта;
- 9 декабря (два заседания). Утреннее заседание — допросы подсудимых Геринга и Зассе. Вечернее заседание — допросы подсудимых Зассе, Мейера и Лантревица;
- 10 декабря (два заседания). Утреннее заседание — допрос подсудимых Лантревица, Бройера и Франкенштайна. Вечернее заседание — допросы подсудимых Хаббе, Кайрата и Преслера.
- 11 декабря (два заседаний). Утреннее заседание — допрос подсудимых Мюнха и Герцога. Вечернее заседание — допрос подсудимых Герцога, Моль и Финдайзена.
- 13 декабря (два заседания). Утреннее заседание — допрос свидетелей из числа немецких военнопленных: Янке (вызван Герцогом), Пельхау, Цикграф, Шивека, Бера. Также был допрошен свидетель Нилов. Вечернее заседание — допрос свидетелей К. В. Шитова, Л. В. Иванова, П. Тимофеева, М.В, Смирновой, К. Е. Ефремова, Л. С. Архиповой и Е. Г. Васильева, члена ЧГК протоиерея Н. Ломакина, свидетеля П. И. Ильина и члена ЧГК архитектор С. Н. Давыдова;
- 14 декабря (два заседания). Утреннее заседание — допрос свидетелей А. В. Кокорина, М. М. Иванова, Е. И. Беляева, А. Петрова, Е. И. Букшина, Е. И. Иванова, В. Алексеева, М. Моисеева, А. Желудева, А. Пунтус, А. П. Артемьева. Вечернее заседание — допрос свидетелей А. Д. Дмитриева, А. С. Яловской, Т. С. Кабан, заключение судебно-медицинского эксперта Владимирского. Объявление об окончании судебного следствия и перерыв для подготовки сторон к прениям объявляется перерыв — до 17:00 16 декабря.
- 16 декабря: речи государственного обвинителя и адвокатов;
- 17 декабря: последние слова подсудимых;
- 18 декабря (вечер) Председательствующий провозгласил приговор.

## Приговор и его исполнение
18 декабря 1947 года был оглашён приговор, согласно которому все 19 подсудимых признавались виновными в совершении преступлений, предусмотренных статьей Указа Президиума Верховного Совета СССР от 19 апреля 1943 года и, руководствуясь статьями 319 и 320 Уголовно-процессуального кодекса РСФСР, приговаривались к заключению в исправительно-трудовой лагерь на 25 лет каждый. В приговоре была предусмотрена возможность его обжалования — путем подачи кассационной жалобы в течение 72 часов.
Осуждённые были отправлены в лагерь. В заключении умерли Курт Герцог и Йозеф Руппрехт. К 1956 году выжившие осужденные Новгородского процесса были репатриированы на родину.

## Вопрос о реабилитации
По состоянию на 2019 год все осуждённые на Новгородском процессе реабилитированы не были.

## Расходы на Новгородский процесс
Новгородский процесс обошёлся советским властям в 55 тысяч рублей.

## Влияние партийных органов на суд
Первый секретарь Новгородского обкома ВКП (б) Г. X. Бумагин регулярно информировался о ходе следствия и суда. Кандидат исторических наук Дмитрий Асташкин пришёл к выводу, что Бумагин никак не влиял ни на следствие, ни на суд.
Центральное руководство также информировалось о ходе суда. 3 декабря 1947 года (после завершении следствия) в Москву прибыли начальник оперативно-следственной группы полковник Майоров, военный прокурор Афанасьев и председатель Военного трибунала Исаенков — для доклада в правительственной комиссии по организации проведения судебных процессов над немецко-фашистскими преступниками.

## Освещение процесса в СМИ
Постановление Политбюро ЦК ВКП(б) «О проведении судебных процессов над бывшими военно-служащими германской армии и немецких карательных органов» предписывало: «Ход судебных процессов систематически освещать в местной печати и кратко освещать в центральной прессе».
Работу по освещению Новгородского процесса в СМИ курировала председатель Чрезвычайной государственной комиссии в Новгороде Л. И. Куприянова, которая сделала следующее:
- Направила письма на имя ответственных редакторов об отправке корреспондентов;
- Договорилась об организации командировок журналистов с секретарями обкомов ВКП(б) — Псковского, Великолукского и Ленинградского.

Непосредственно на Новгородском процессе работали 12 журналистов из следующих советских СМИ:
- ТАСС;
- «Правда»;
- «Известия»;
- «Ленинградская правда»;
- «На страже Родины»;
- «Псковская правда»;
- «Великолукская правда»;
- «Новгородская правда».

Заочно о Новгородском процессе писали «Вечерний Ленинград» и «Смена».
Таким образом, Новгородский процесс освещался как в центральной, так и в местной советской прессе.
Наиболее подробно ход процесса освещала «Новгородская правда», которая с 7 по 21 декабря 1947 года посвятила процессу 14 текстов:
- Акт о вскрытии захоронений;
- Обвинительное заключение;
- Стенограммы судебных заседаний;
- Репортажи, эссе, отчеты.

Публикации в «Новгородской правде» сопровождались фотографиями и карикатурами на обвиняемых.
«Новгородская правда» весьма негативно характеризовала подсудимых. Так, в одной из публикаций «Новгородской правды» 9 декабря 1947 года подсудимые и оккупанты назывались следующими выражениями:
- «озверевшие фашистские выкормыши»;
- «убийцы и насильники»;
- «фашистские варвары»;
- «изверги»;
- «немецко-фашистские мерзавцы»;
- «матерые гитлеровские разбойники».

Так о подсудимом Руппрехте «Новгородская правда» сообщала:

Исподлобья, маленькими заплывшими глазами смотрит куда-то в сторону Руппрехт Фридрих, когда председательствующий, читая обвинительное заключение, раскрывает его зверства. Этот баварец с массивными челюстями гориллы полностью воплотил в своем физическом и нравственном облике известное желание Гитлера — видеть в каждом немце дикого зверя. И он таким был на самом деле…
О работе с журналистами Куприянова потом сообщала в отчете председателю Чрезвычайной государственной комиссии Н. М. Швернику следующее:

Со всеми корреспондентами в ходе всего судебного процесса у нас был полный контакт в работе над разработкой материала. Совместно с ними оформлялись материалы процесса…
Материалы процесса транслировались по радио в следующих городах:
- Новгород;
- Псков;
- Великие Луки;
- Ленинград.

Трансляцией по радио также занималась председатель Чрезвычайной государственной комиссии Л. И. Куприянова. Она выступала по радио, о чем потом сообщила Швернику:

Мною был разработан и сделан по радио в городе Новгороде доклад о судебном процессе. После доклада было прочтено стихотворение местного поэта Н. Борисова «К ответу», который все дни присутствовал на процессе…
Последней публикацией «Новгородской правды» о процессе стала статья Куприяновой, в которой помимо перечисления военных преступлений на Новгородской земле, дается увязка процесса со сталинской политикой (в частности, с денежной реформой 1947 года):

Единодушным одобрением был встречен приговор присутствовавшими представителями трудящихся Новгорода. К этому чувству присоединяется каждый ленинградец, это чувство разделяет весь советский народ… Сплоченный вокруг партии, правительства и великого Сталина наш народ вышел из войны еще более сильным и крепким, нежели был раньше. Охваченные небывалым энтузиазмом, советские люди, по почину ленинградцев, соревнуются за выполнение послевоенной сталинской пятилетки в четыре года. Доказательством возрастающей силы нашей страны служит проводимая денежная реформа и отмена карточной системы. В день выборов в местные советы депутатов трудящихся весь советский народ продемонстрирует свою преданность партии, правительству и великому вождю товарищу Сталину, напомнит всем поджигателям войны, что никогда и никому не удастся нарушить наше мирное строительство!

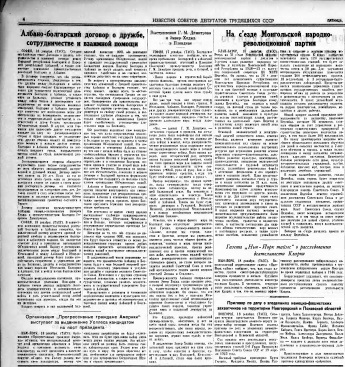
Сообщение о приговоре в «Известиях Советов депутатов трудящихся СССР» № 298 (9520) от 19 декабря 1947 года

Общесоюзная печать о процессе писала меньше, чем местная пресса. О Новгородском процессе вышли всего 5 материалов в общесоюзных СМИ: 4 статьи в «Известиях» (включая три и три репортажа специального корреспондента Б. Черткова, переданные по телефону) и 1 статья в «Правде» («Суд над гитлеровскими палачами в Новгороде»).
Недостаточность освещения открытых процессов 1947 года (в том числе Новгородского) в центральной советской печати признал Сергей Круглов в письме министру иностранных дел Вячеславу Молотову от 9 апреля 1948 года:

Проведенным в конце 1947 года процессам было, однако, уделено крайне мало внимания в центральной прессе. Дела судебных процессов против немецко-фашистских преступников включают в себя ряд кадровых генералов бывшей немецкой армии самого высокого ранга и могут предложить опытному советскому журналисту богатый материал для политически острого и убеждённого описания карательной политики Советского Союза по отношению к выявленным военным преступникам…

## Оценки современников
О Новгородском процессе Управление Министерства государственной безопасности составило 4 спецсообщения (в них вошли 55 «наиболее характерных высказываний» о Новгородском процессе). Большинство высказываний было о виновности подсудимых:

Процесс над немецко-фашистскими военными преступниками пользуется неослабным вниманием среди всех слоев населения гор. Новгорода и области, и оживленно комментируется. Большинство лиц, отмечая злодеяния немецко-фашистских оккупантов, высказывают пожелания о строгом наказании обвиняемых…
Высказывались сожаления по поводу отмены в СССР смертной казни, звучали требования справедливого возмездия: от линчевания и повешения до 25 лет каторжных работ, «чтобы они почувствовали все те издевательства и испытания, какие мы перенесли у них в плену».
Советские граждане сомневались в эффективности советского суда, полагая, что немецких преступников накажут малыми сроками, репатриируют, создадут очень мягкие условия заключения. Такая точка зрения была характерна даже для некоторых представителей советского суда. Судебный заседатель Военного трибунала Е. Иванова в перерыве суда заявила:

Немцев судят, а они сидят и посмеиваются над нашими заседателями, так как знают, что им за это ничего не будет. Существующие у нас законы писаны не для них, а наши только создают видимость, что карают. Все равно их потом придется освободить из-под стражи и отпустить к себе на родину
Различные мнения высказывали лица, работавшие в советских СМИ. Сотрудник «Новгородской правды» Б. Тютяев высказался: «Жаль, что отменили смертную казнь для таких палачей».
Фотокорреспондент «Новгородской правды» П. Махов признавал зверства подсудимых Новгородского процесса, но считал, что немцы не могли не исполнить приказ Гитлера. Кроме того, Махов оправдывал преступления подсудимых также действиями советских партизан:

Я не нахожу здесь большой вины со стороны немцев. Была война и попробуй не выполнить приказ начальства, так и самого расстреляют. Над этими генералами, которых сейчас судят, были еще старшие начальники. Тут надо судить Гитлера — он всему виновник. Притом немцы так зверствовали потому, что на них партизаны нападали — значит, борьба. А вот я был в Шимском районе за Шелонью, так там ни одного плохого слова про немцев не слышал. Наоборот, даже хвалят, что немцы хорошо относились. Население не трогали, даже своих лошадей и людей давали обрабатывать землю, а налоги брали небольшие…
Возложение вины на партизан было зафиксировано в высказываниях некоторых очевидцев процессов из числа местных жителей. Например, уборщица театра Е. И. Корнилова говорила о подсудимых Новгородского процесса:

Все же суд несправедлив. За что их судят? Ведь они выполняли приказ Гитлера. Наши тоже слушали (назвала имя одного из руководителей партии и правительства), сжигали города и расстреливали немцев…
Высказывались современниками сомнения и в доказательствах, которые были представлены советской общественности. Так, сотрудник Шимского райфо Васильев, осматривая выставку злодеяний немецких военных преступников (в связи с Новгородским процессом) сказал:

В этих фотоснимках много преувеличили и приписали немцам. Здесь много разрушено и нашими войсками…
В целом же, согласно спецсообщениям, критиковали процесс немногие советские граждане. В целом общество поддержало обвинение и желало подсудимым строгого наказания.
Современники узнавали подсудимых, которых видели в период оккупации. Например, А. В. Аношкина в ходе процесса заметила:

Руппрехта теперь и узнать очень трудно. Раньше он был неприступен. Если он, бывало, едет на машине, то на дороге никто не попадайся. Сейчас на суде старается скрыть свои преступления и уклоняется от прямых ответов…

## Процесс в культуре
О Новгородском процессе в 1940-е годы документальный фильм снимать не стали. Журналисты, работавшие на процессе, впоследствии не писали о нем воспоминаний.
О Новгородском процессе было написано стихотворение местного поэта Н. Борисова, которое позднее не публиковалось и было обнаружено доктором исторических наук Борисом Ковалёвым.
Стихотворение Борисова было опубликовано в 2019 году и содержало такие строки:

Вот она, вот они, вот кто терзал тебя,

Русский народ.

Нахальные рожи кровавые псы,

На скамье подсудимых сидят подлецы…

Теперь все пути к коммунизму ведут

Народы Руси впереди всех идут.

Мерзавцев, ворвавшихся в мирный наш дом,

За дикий, кровавый, кошмарный

Погром — к ответу, к ответу,

Прощенья им нет!
В 2015 году Новгородский процесс стал своего рода символом научно-популярного проекта Российского военно-исторического общества «Советский Нюрнберг» о 21 советском суде над военными преступниками в 1943—1949 годах (автор — Дмитрий Асташкин).
В рамках этого проекта были организованы:
- Сайт «Советский Нюрнберг»;
- Мультимедиа-выставка, которая побывала в Смоленске, Севастополе, Керчи и других городах. Выставку посетили на открытии 17 ноября 2015 года председатель Государственной думы России Сергей Нарышкин и министр культуры России Владимир Мединский.

16 — 17 декабря 2017 года в Великом Новгороде состоялась премьера сценической реконструкции Новгородского судебного процесса — в том же зале суда, что и в 1947 году.
К тому времени зал театра изменился, но сохранилась сцена. По имеющимся фотографиям восстановили на сцене декорации процесса. Для сценария использовали как старые газетные публикации, так и 6 архивных дел. Кроме того, в сценарий включили воспоминания двух доживших до 2017 года очевидцев Новгородского процесса — В. В. Мощенкова (1929 года рождения) и Л. А. Абросимовой (1930 года рождения). Сценарий написали два специалиста: кандидат исторических наук Дмитрий Асташкин и кандидат филологических наук Сергей Козлов. Автором идеи и художественным режиссёром постановки был заслуженный артист России Даниил Донченко. Историческим консультантом стал Юрий Кунцевич, судья Ленинградского окружного военного суда. С разрешения консультантов-юристов были опущены повторяющиеся судебные формулировки, и продолжительность реконструкции составила 1 час 40 минут. Из-за засекреченности на тот момент большинства судебных протоколов, пришлось заменить их в ходе реконструкции видеовставками.
Реконструкцию провели за счет гранта Президента России. Команда проекта насчитывала 60 человек.
В 2018 году о Новгородском судебном процессе был снят документальный фильм (44 минуты) «Без срока давности. Да судимы будете!» (режиссер Михаил Елкин, сценарист Александр Звягинцев, Россия).

## Доступ к материалам Новгородского процесса
По состоянию на 2019 год часть документов Новгородского процесса засекречена и недоступна исследователям, часть документов была рассекречена в 1990-е годы. В 2005 году в книге М. Н. Петрова были впервые опубликованы некоторые документы Новгородского процесса (в том числе приговор) из архива Управления ФСБ по Новгородской области и Центрального архива ФСБ.

## Исследование Новгородского процесса
Исследование Новгородского процесса шло с 2016 года на франко-российский грант на базе Научно-исследовательского центра Новгородского государственного университета в рамках трёхлетнего международного проекта «Советские судебные процессы над военными преступниками в 1943—1991 гг.: цели, функции и эффекты избирательной медиатизации».